# Ломан, Иван Иванович
Иван Иванович Ломан (?—1855) — российский военный инженер, генерал-майор, участник русско-турецкой войны 1828—1829 годов и Кавказских походов.
Происходил из обер-офицерских детей Санкт-Петербургской губернии. Военную службу начал в 1816 году унтер-офицером в 1-м сапёрном батальоне. В 1817 году переведён в инженерный корпус, в 1820 году произведён в прапорщики и с 1822 года служил в 6-м пионерном батальоне, где последовательно получил чины в 1823 году подпоручика и в 1824 году поручика.
Произведённый в 1828 году в штабс-капитаны, Ломан принял участие в русско-турецкой войне, отличился под Браиловым, был награждён орденом св. Анны 4-й степени.
В 1832 году он из-за начавшейся болезни вынужден был оставить службу, однако через год вернулся в строй и был зачислен во 2-й сапёрный батальон, где в 1833 году был произведён в капитаны. 16 июля 1840 года он получил чин подполковника и был переведён в 4-й сапёрный батальон. С 1844 года служил в Гренадерском сапёрном батальоне. В 1845 году произведён в полковники.
В 1846 году Ломан получил в командование 3-й резервный сапёрный батальон, во главе которого находился на Кавказе и принимал участие в походах против горцев. Отличился в 1849 году в Чечне.
11 апреля 1854 года произведён в генерал-майоры с зачислением по сапёрным батальонам. 29 марта 1855 года исключён из списков умершим.
Среди прочих наград Ломан имел ордена:
- Орден Святой Анны 4-й степени (1828 год)
- Орден Святой Анны 3-й степени с бантом (10 марта 1831 года)
- Орден Святого Георгия IV класса (за беспорочную выслугу 25 лет в офицерских чинах, 12 января 1846 года, № 7446 по кавалерскому списку Григоровича — Степанова).